# Коршунова, Вера Александровна
Коршунова Вера Александровна (род. 19 февраля 1973 года, Москва, РСФСР, СССР)  — российский художник-живописец.

## Биография
Вера Александровна Коршунова  родилась 19 февраля 1973 года в Москве, в семье художника Александра Коршунова.
В 1991 году окончила  Московскую среднюю художественную школу при институте им В. И. Сурикова МСХШ.
С 1989 года - член Творческого союза художников России  ТСХР и постоянная участница московских, российских и международных выставок.
В 1999 году окончила живописный факультет Московский государственный академический художественный институт имени В. И. Сурикова (мастерская станковой живописи, ее руководителями были Народный художник СССР: Валентин Сидоров и Заслуженный художник Российской Федерации Михаил Георгиевич Абакумов и была принята в Московский союз художников. Является членом ТСХР
В 2007 году награждена золотым орденом “Служение искусству”
В 2020 году награждена Благодарностью РАХ.
Основатель Галереи Веры Коршуновой - целью которой является поддержание и популяризация  классического искусства. 
Произведения Веры Александровны Коршуновой хранятся в коллекциях музеев: Музей
русского искусства в Москве,
Ростовский областной музей изобразительных искусств,
Государственный  художественный  музей  г.Югра,
Сочинский художественный музей имени Дмитрия Жилинского,
Калужский музей изобразительных искусств,
[[Краснодарский краевой художественный
музей имени Ф.А. Коваленко]]
Муромский историко-художественный музей,
Могилёвский областной художественный музей имени П. В. Масленикова в Беларуси,
музей города Фошань в Китае, в частных и корпоративных коллекциях в России и за рубежом.

## Выставки
- 1998
  - Январь. Персональная выставка в компании SAP, Берлин, Германия.
- 2002
  - Март. Персональная выставка «Перламутровый букет», Дом Архитектора, Челябинск.
- 2005
  - Персональная выставка «Праздник цвета», Международный Фестиваль искусств «Арт-ноябрь»
  - Арт-Манеж, Центральный выставочный зал, Москва.
- 2006
  - Всероссийский конкурс имени П. М. Третьякова, Москва.
  - Арт-Манеж, Центральный выставочный зал, Москва.
- 2007,
  - Московский международный художественный салон «ЦДХ», Москва
  - Арт-Манеж, Центральный выставочный зал, Москва.
  - Артесания, Новый Манеж, Москва.
  - Персональная выставка « Перламутровый букет», Международный Фестиваль искусств «Арт-ноябрь», Санкт-Петербург.
  - Декабрь. «Рождественский вечер». Автоарт салон «Атлант-М Вуатюр».
- 2008
  - Худграф, Новый Манеж, Москва.
- 2016
  - Октябрь—ноябрь. Выставка «Древо Познания». Государственный художественный музей "Дом-музей народного художника СССР В. А. Игошева. Куратор выставки Алла Харитонова, живописные произведения московских художниц Веры Коршуновой и Анны Серовой.
  - Ноябрь—декабрь. Выставка «Древо Познания» Муромский историко-художественный музей. (Вера Коршунова, Анна Серова).
- 2018
  - Персональная выставка в Китае «Русский таинственный сад».
- 2019
  - Июль. Выставочный проект «Древо Познания» творческого объединения «AVE PROJECT». Произведения художников Анны Серовой и Веры Коршуновой. Ростовский областной музей изобразительных искусств.
  - Декабрь. Выставка «Подмосковные вечера» в Совете Федерации. (Вера Коршунова, Олег Путнин)
- 2020
  - Февраль. Выставка «Городское настроение. Москва — Братислава».(Анна Серова, Вера Коршунова) Галерея Словацкого института при посольстве Словацкой Республики в Москве
  - Март. Персональная выставка «Вечер в усадьбе». Ростовский областной музей изобразительных искусств.
- 2021
  - Июнь. Персональная выставка «Перламутровый букет»
- 2022
  - Февраль—апрель. Персональная выставка «Песня любви» Галерея Веры Коршуновой.
  - Апрель—май. выставочный проект «Картина победы». МСХ.
- 2023
  - Февраль. «Россия -великая судьба» московский Музей Героев Советского Союза и России.
  - Апрель—май. Выставочный проект «Картина победы». МСХ.
  - Июнь—сентябрь. Выставка «Жара» Вера Коршунова, скульптор Сергей Сережин.
  - Июль. Персональная выставка живописи и графики «Я подарю тебе Москву» г. Дмитров.
  - Август—сентябрь. Персональная выставка живописи и графики «Я подарю тебе Москву» в ГВЗ музей Геленджик.
  - Декабрь. Выставка «За мир после нашей победы» в Совете Федерации.
- 2024
  - Февраль-ноябрь. Передвижной международный женский выставочный проект «Обережный круг» (Татьяна Кочемасова, Ирина Калинина, Любовь Белых, Миля Гатауллина, Элеонора Жаренова, Вера Коршунова, Афонская Виктория, Анна Синельщикова, Наталья Опиок, Елена Фролова, Яна Поклад, Галина Кононова, Ольга Орлова-Холодкова.)

## Проекты
- «Древо познания» 2020 год. Объединение Ave-Project совместно с художницей-живописцем Анной Серовой.

Выставочный проект посвященный вечным ценностям и архетипам. В проекте художники интерпретировали богатое наследие древнерусской и мировой культур: барельефы соборов во Владимире и Юрьеве-Польском, орнаментальные мотивы деревянного зодчества, цветовые сочетания народной росписи, эстетику наивного искусства.
- 7 февраля 2024  Вера Коршунова и художник-живописец Яной Поклад, при поддержке Московского отделения ТСХР России и Могилёвского областного художественного музея имени П. В. Масленикова открыли русско-белорусский передвижной выставочный проект «Обережный круг». На выставке были представлены произведения современного российского академического искусства, посвященные русским и белорусским женщинам, их вкладу в общее жизненное, культурное и духовное пространство.